# Маршалк Карл Петрович

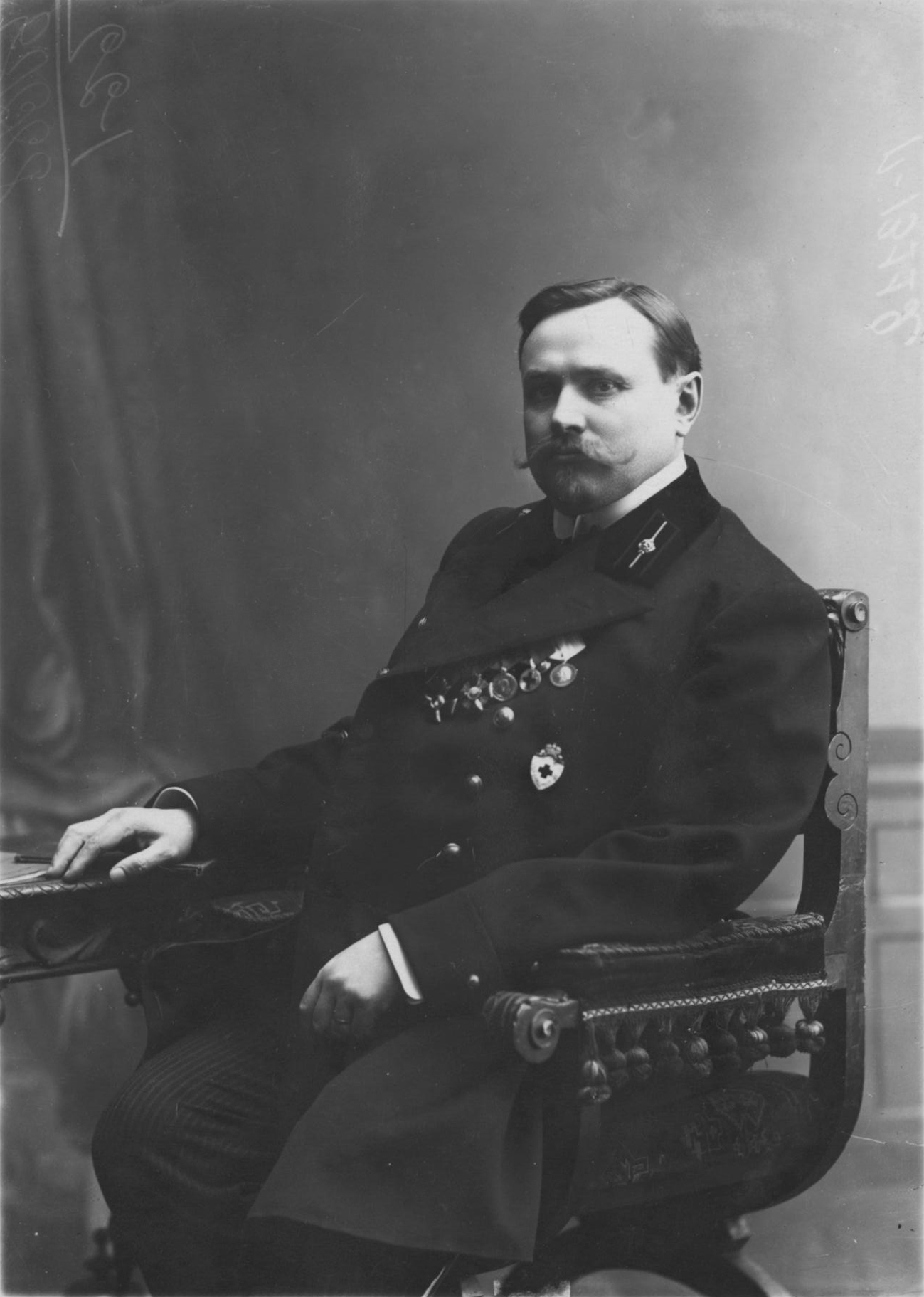
Карл Петрович Маршалк, 1911 год

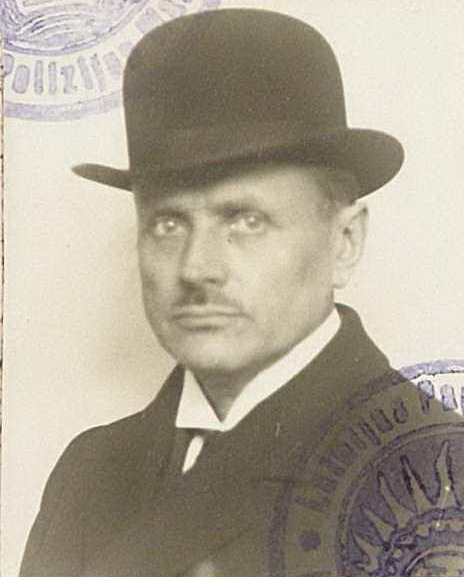
Карл Петрович Маршалк, 1920 год

Карл Петрович Маршалк — правоохоронець. Полковник. Очолював Московську та Петербурзьку кримінальну поліцію. Керівник Державної варти в Києві — Київський міський отаман (1918). Градоначальник Києва (1918).

## Біографія
Народився в Прибалтиці, в німецькій лютеранської сім'ї. Після навчання витримав випробування на однорічника другого розряду і 16 березня 1891 року вступив на державну службу.
16 лютого 1895 р Карл Маршалк поступив на службу в поліцію і в 1901 р отримав перший класний чин — колезького регістратора.
До 1904 року він дослужився до молодшого помічника Митаву-Баускавского повітового начальника Курляндської губернії по 3-ій дільниці
У 1904 році він становиться виконуючим обов'язків Опочецького повітового справника.
У 1905 році поліцмейстер міста Псков. Під час його керівництва міською поліцією вдалося утримати ситуацію під контролем, навести в місті елементарний порядок, поставити міську поліцію на належний рівень, зміцнити дисципліну особового складу тощо
Його заслуги не залишилися незамеченними, і в 1906 році він був переведений в Петербург на посаду помічника начальника розшукової поліції.
Карл Петрович змінив на цій посаді знаменитого А. Ф. Кошко, який очолював московську розшукову поліцію. Саме на цій посаді в повній мірі розкрилися здібності Карла Маршалка як сищика.
Він був помічником Володимира Філіппова, відомого і кращого поряд з Аркадієм Кошко сищика того часу, і успішно працював з ним в справі розкриття цілого ряду гучних злочинів: запутанних вбивств, грабежів, крадіжок і ін.
Нерідко Карл Петрович особисто керував розшуковою роботою по тій чи іншій справі, у службових справах бував у численних відрядженнях, а також за кордоном. У 1914 р А. Ф. Кошко був запрошений до столичного Департамент поліції для керівництва всім кримінальним розшуком імперії, а змінив його на посаді начальника московської розшукової поліції, надвірний радник Кард Маршалк.
Переїхавши до Москви, він отримав в спадок добре налагоджений, чітко працюючий розшукової апарат (в 1913 р московська сискна поліція була визнана кращою в Європі). І тут Карл Петрович гідно змінив свого знаменитого попередника.
У 1917 році після революційних подій в Росії, одним з перших кроків нової влади була ліквідація корпусу жандармів і поліції, яка була замінена міліцією. У карному розшуку без професіоналів своєї справи було обійтись, і тому нова влада все ж привернувла на службу старі кадри, а вірніше залишила їх на своїх місцях (у всякому разі в Петрограді та Москві). Залишився на службі і Карл Маршалк, який очолив розшукову міліцію Москви. Можна було уявити, в яких умовах йому та іншим доводилося працювати, особливому після того, як уряд Керенського оголосило повну амністію кримінальних злочинців, випустивши їх з в'язниць і звівши тим самим нанівець всю роботу дореволюційних сищиків.
Після жовтневого більшовицького заколоту у 1917 році Карл Маршалк очолив кримінально-ророзшукову міліцію Москви. Він багато зробив для становлення радянського карного розшуку, але незабаром над ним стали опускатися хмари.
Після початку на Російщині «червоного терору», побоюючись за своє життя, він їде в Україну і у вересні 1918 року призначається градоначальником Києва, керівником київської державної варти (поліції) — Київським міським отаманом.
У 1919 р виїхав до Берліна. У Берліні Карл Маршалк був одним з найближчих соратників B.Г.Орлова, одного із керівників денікінської і врангелевської розвідок.

## Нагороди та відзнаки
- Орден Св. Станіслава 2 ступеня (1916).